# Polyalthia barnesii
Polyalthia barnesii är en kirimojaväxtart som beskrevs av Elmer Drew Merrill. Polyalthia barnesii ingår i släktet Polyalthia och familjen kirimojaväxter. Inga underarter finns listade i Catalogue of Life.